# Johann Rudolf Wettstein
Johann Rudolf Wettstein (Basilea, 27 de octubre de 1594-ibíd., 12 de abril de 1666) fue un diplomático suizo y alcalde de Basilea.
Wettstein era hijo de un viñador de Russikon, en el cantón suizo de Zúrich, que había emigrado a Basilea para trabajar como bodeguero en el hospital de la ciudad y que llegó a ser conserje mayor de dicho establecimiento. De 1600 a 1608 asistió a la escuela situada en la plaza de la Catedral, en la actualidad un instituto de segunda enseñanza. Después de hacer un aprendizaje en las cancillerías de Yverdon y Ginebra, en 1611 se casó con Ana María Falkner. En 1616 estuvo por poco tiempo al servicio de Venecia. De regreso a Basilea, hizo carrera en la ciudad y en 1620 fue elegido para el Pequeño Concejo. Durante los años siguientes ostentó diversos cargos públicos, entre ellos el de regidor en Riehen de 1626 a 1635. Ese mismo año fue nombrado presidente de los gremios y en 1645 alcalde de Basilea.
Wettstein tomó parte como plenipotenciario de la Confederación Suiza en las negociaciones relacionadas con la Paz de Westfalia que se llevaron a cabo durante 1646 y 1647 en las ciudades alemanas de Münster y Osnabrück sin haber sido invitado a ellas y al principio incluso sin la legitimación correspondiente de la Confederación. Tras negociar larga, tenaz y hábilmente consiguió en 1648 que la Confederación Suiza se separara del Sacro Imperio Romano Germánico. Durante la guerra de los campesinos alemanes de 1653 fue el principal responsable de que los siete cabecillas de la rebelión en Basilea-Campiña fueran ejecutados en público.
Está considerado como uno de los políticos más capaces de su época, pero también como un exponente importante de las tendencias absolutistas dentro de la Confederación Suiza.
En 1879 se construyó en Basilea un nuevo puente sobre el río Rin que lleva su nombre.

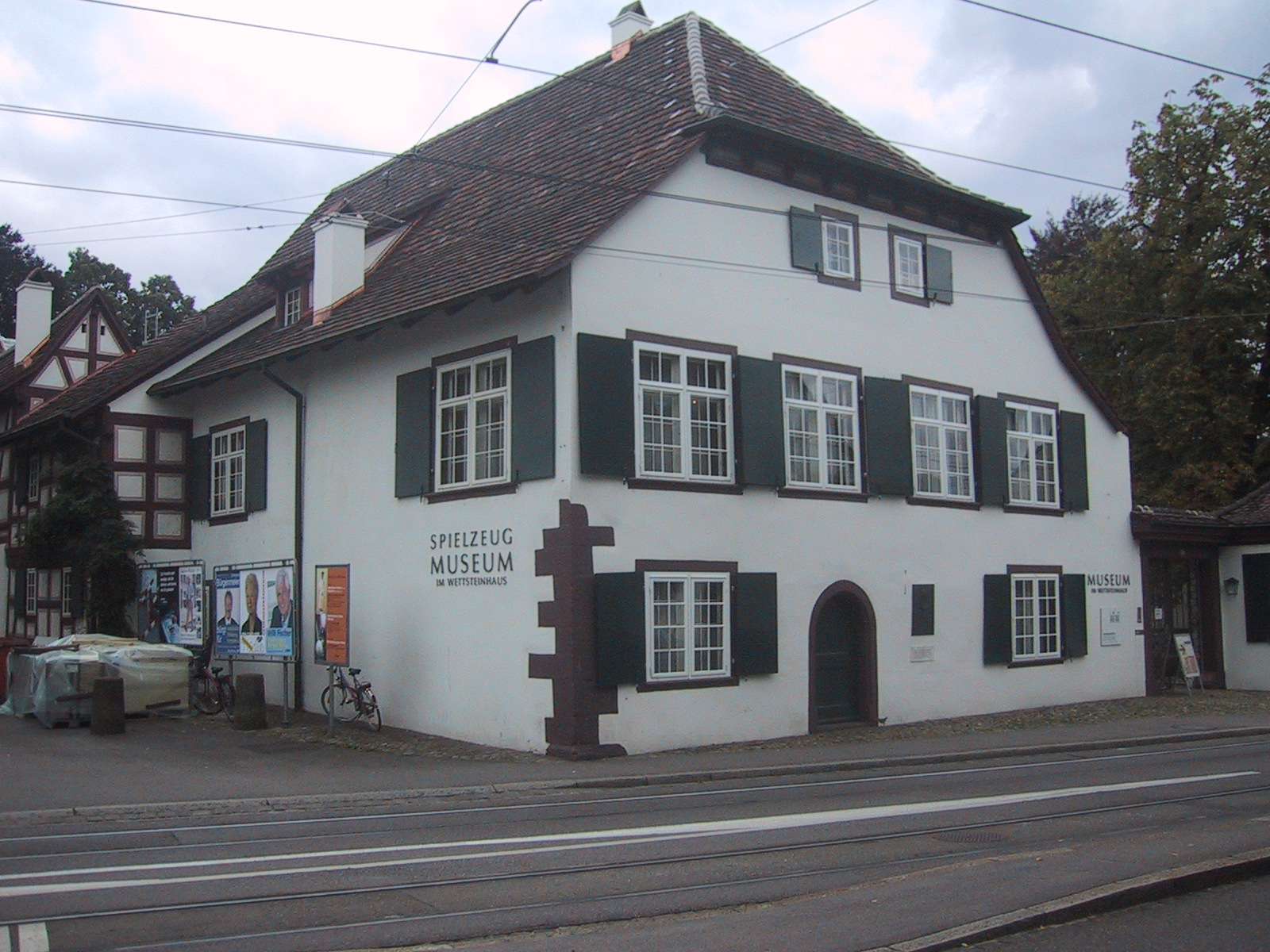
Casa donde residió J.R. Wettstein en Riehen, en la actualidad Museo del juguete y de la viticultura.